# Georgetown, Arkansas
Georgetown är en ort i White County i delstaten Arkansas, USA.